# Того Хэйхатиро
Маркиз Того Хэйхатиро (яп. 東郷 平八郎 То:го: Хэйхатиро:, 27 января 1848, Кагосима — 30 мая 1934, Токио) — японский военно-морской деятель, маршал флота Японской империи (21 апреля 1913), командующий Объединённым флотом Японии в русско-японской войне 1904—1905 годов.

## Биография
Того родился в квартале Кадзия-тё города Кагосима провинции Сацума (в настоящее время — префектура Кагосима) и носил имя Накагоро (仲五郎), которое в 13-летнем возрасте сменил на Хэйхатиро. В 1867 году правители Сацумы из рода Симадзу создали собственный флот, куда и поступил Того вместе с двумя братьями. В 1869 году на борту боевого корабля «Касуга» он участвовал в сражениях гражданской войны Босин во время заката Токугавского сёгуната.

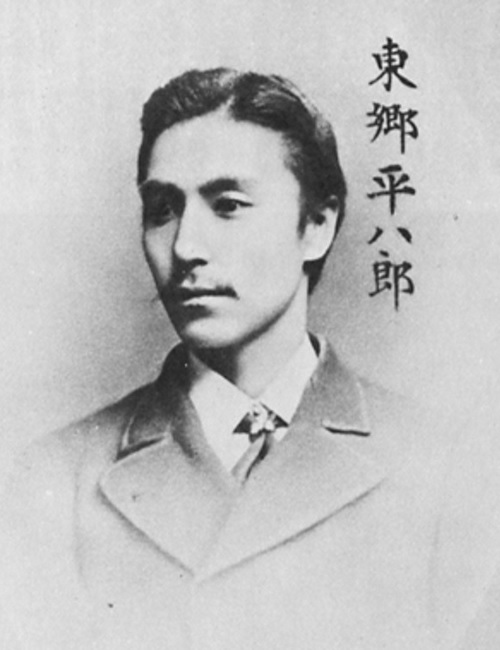
Того во время обучения в Великобритании (1877)

В 1871 году Того поступил в морское училище в Токио, а в феврале 1872 года вместе с одиннадцатью другими кадетами был направлен для обучения в Великобританию, где провёл 7 лет. За это время он совершил кругосветное путешествие на корабле «Хэмпшир», изучал математику в Кембридже, получил военно-морское образование в Королевской военно-морской академии в Портсмуте и Королевском военно-морском колледже в Гринвиче. Наблюдал за постройкой первого японского броненосного корабля «Фусо». В 1879 году на корабле береговой обороны «Хиэй», также построенном в Великобритании, вернулся в Японию.
В 1880 году Того получил чин капитан-лейтенанта; два года спустя он стал старшим офицером канонерской лодки «Амаги», а через 3 года — командиром этого корабля. В 1887 году был произведён в капитаны 1-го ранга; некоторое время был начальником военно-морской базы в Курэ. В японо-китайской войне 1894—1895 годов Того командовал крейсером «Нанива», сделавшим 24 июля 1894 года первый выстрел в этой войне (по китайскому крейсеру «Цзиюань»). 25 июля «Нанива» потопил британский пароход «Коушинг», зафрахтованный китайским правительством для перевозки войск в Корею. 17 сентября 1894 года крейсер отличился в бою с китайским флотом у реки Ялу. 16 февраля 1895 года ему присвоили звание контр-адмирала.
В 1896 году Того стал начальником Высшей военно-морской школы в Сасебо, а 14 мая 1898 года ему присвоили звание вице-адмирала. В 1900 году во время боксёрского восстания в Китае командовал японской экспедиционной эскадрой, затем стал начальником военно-морской базы в Майдзуру.

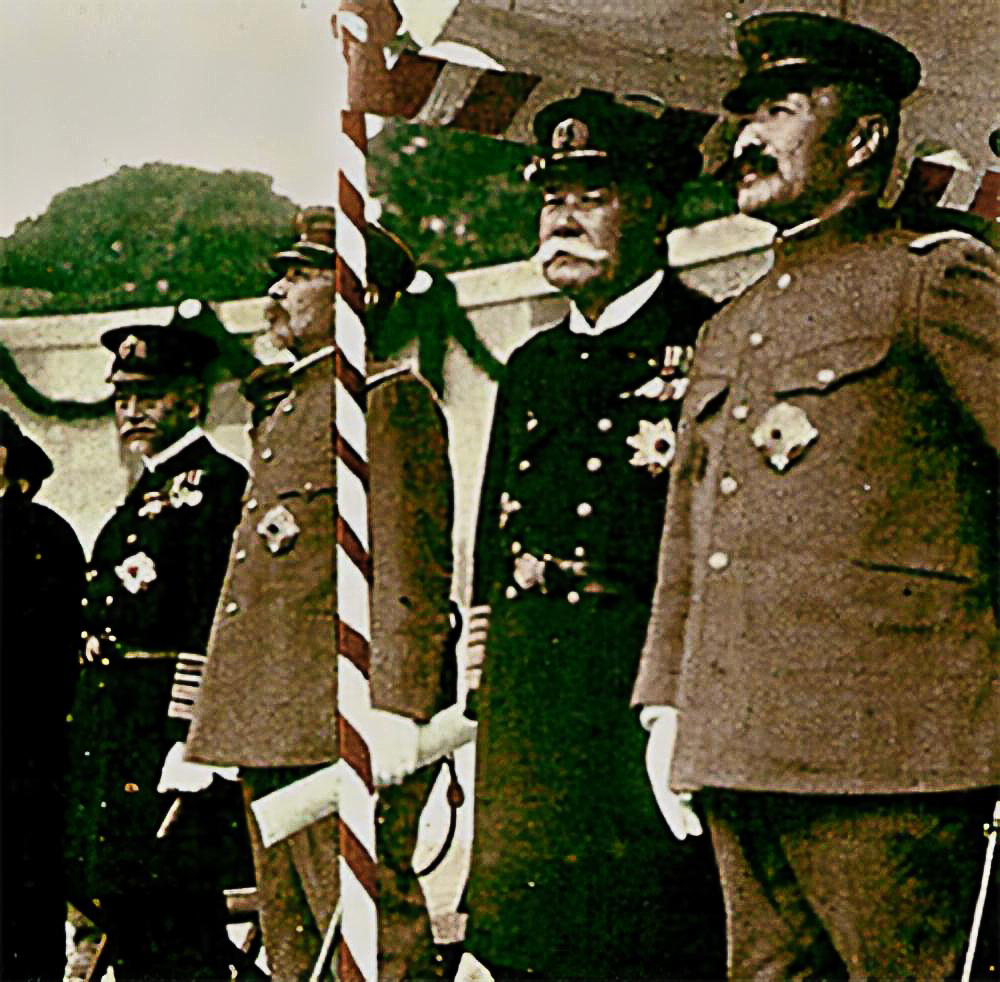
Маршалы Оку Ясуката, Того Хэйхатиро, 井上良馨 и 川村景明

В 1903 году Того был назначен командующим Объединённым флотом Японии, бессменно пребывая на этом посту всю русско-японскую войну. 6 июня 1904 года ему присвоили звание адмирала. Под его командованием японский флот добился полного господства на море, надёжно блокировав с моря Порт-Артур и не допустив прорыва главных сил 1-й Тихоокеанской эскадры во Владивосток и их соединение с Владивостокским отрядом крейсеров. 27 мая 1905 года в Цусимском сражении японский флот наголову разгромил 2-ю и 3-ю Тихоокеанские эскадры.
После Цусимы Того был удостоен всех высших наград Японии и стал начальником Главного морского штаба. В 1913 году ему был пожалован почётный титул маршала флота. Во время Первой мировой войны Того уже не занимал никаких официальных постов, но участвовал в принятии большинства важных решений, связанных с флотом. С 1914 по 1924 год он был одним из воспитателей наследника престола принца Хирохито — будущего императора Японии. После окончания Первой мировой войны Того вышел в отставку и отошёл от дел.
В своих дневниках, которые Того Хэйхачиро вёл на английском языке, он писал: «Я твёрдо убежден, что являюсь реинкарнацией Горацио Нельсона». Западные журналисты называли Того «Нельсоном Востока».
Сын и внук адмирала Того также служили на японском Императорском флоте; сын  погиб в Цзиньчжоусском бою 1904. Внук в сражении в заливе Лейте на борту крейсера «Мая».

## Титулы

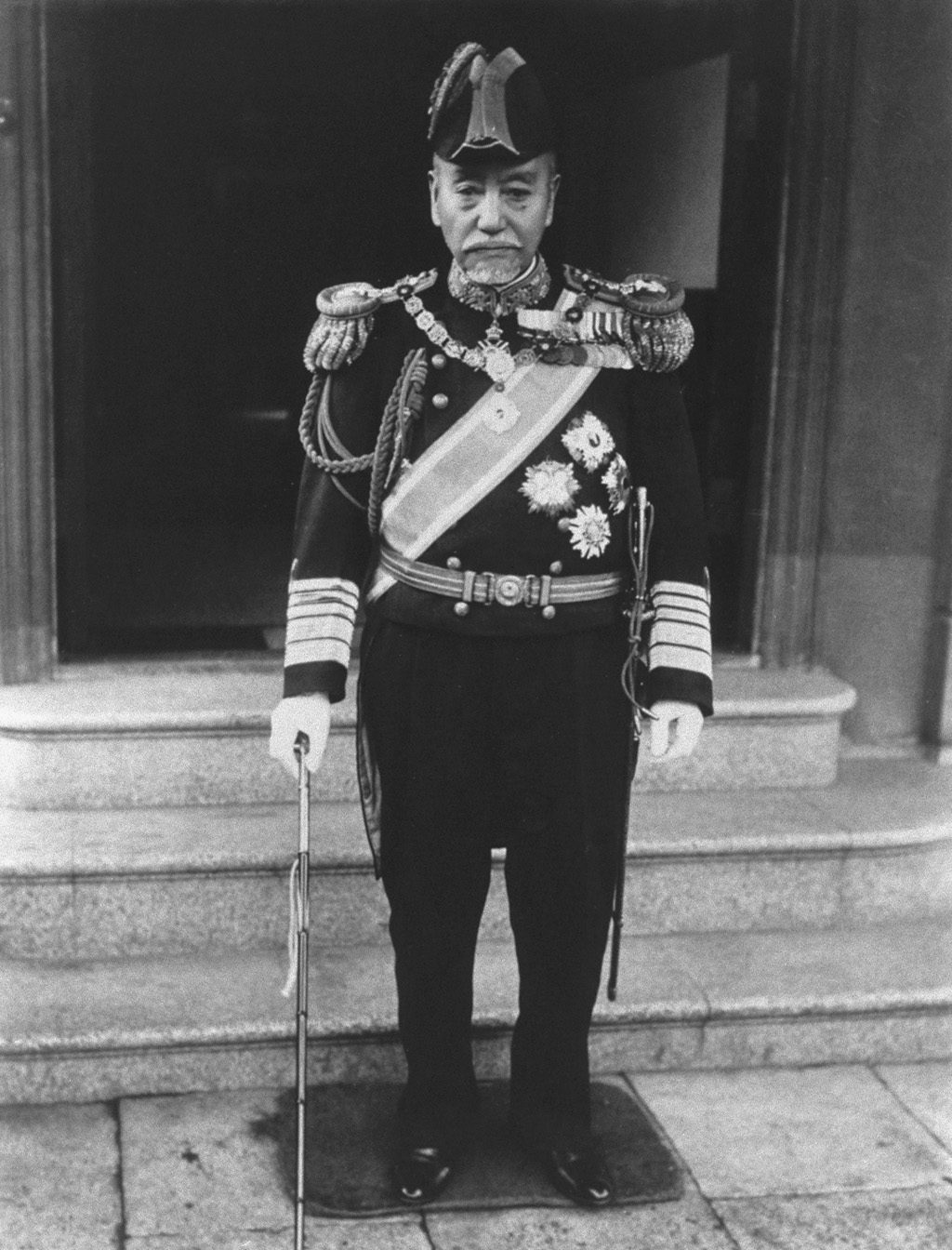
Адмирал в полном обмундировании

- Маркиз (29 мая 1934)
- Граф (21 сентября 1907)

## Награды
- Цепь Высшего ордена Хризантемы (11 ноября 1926)
- Высший орден Хризантемы (1 апреля 1906)
- Орден Восходящего солнца с цветами павловнии (1 апреля 1906)
- Орден Восходящего солнца 1-й степени (19 июля 1901)
- Орден Восходящего солнца 4-й степени (20 августа 1895)
- Орден Золотого коршуна 1-й степени (1 апреля 1906)
- Орден Золотого коршуна 4-й степени (20 августа 1895)
- Орден Священного сокровища 1-й степени
- Орден Священного сокровища 6-й степени (22 ноября 1889)
- Медаль за участие в японо-китайской войне
- Медаль за участие в русско-японской войне
- Орден Леопольда I, большой крест (Бельгия, 1907)
- Орден Заслуг (Великобритания, 21 февраля 1906)
- Королевский Викторианский орден, рыцарь большого креста (Великобритания)
- Крест Морских заслуг, белый дивизион (Испания)
- Орден Святых Маврикия и Лазаря, большой крест (Италия)
- Орден Золотого правителя, большой крест (Корея, 1906)
- Орден Возрождения Польши, большой крест (Польша, 1925)
- Орден Святой Анны 1-й степени (Россия)
- Орден Почётного легиона, великий офицер (Франция)

## В культуре
- Финский пивной концерн Pyynikki выпускал марку пива Amiraali, на этикетках которой помещаются изображения адмиралов. На одной из этикеток помещено изображение Того.